# Сбор (Кирджалійська область)
Сбор (болг. Сбор) — село в Кирджалійській області Болгарії. Входить до складу общини Крумовград.

## Населення
За даними перепису населення 2011 року у селі проживали 0 осіб.
Динаміка населення: